# Sierra Leone zászlaja
Sierra Leone zászlajában a zöld szín a mezőgazdaságot, a természeti erőforrásokat és a hegyeket szimbolizálja, a fehér az egységet és az igazságot. A kék szín arra a reményre utal, hogy az ország egyetlen természetes kikötője Freetownban hozzá fog járulni a világ békéjéhez.